# Chapelle Sainte-Thérèse de Montmagny
La chapelle Sainte-Thérèse de Montmagny est une église située dans le Val-d'Oise, en région Île-de-France.

## Histoire
C'est en 1926 que l'abbé Garnier décide de la construction d'une nouvelle église qu'il confie à Auguste Perret.
Elle a été construite en un an.

## Description
Son clocher mesure trente mètres de hauteur.